# Samariella viduata
Samariella viduata är en insektsart som beskrevs av Marius Descamps 1974. Samariella viduata ingår i släktet Samariella och familjen Chorotypidae. Inga underarter finns listade i Catalogue of Life.